# Entedonomphale zakavyka
Entedonomphale zakavyka är en stekelart som beskrevs av Triapitsyn 2005. Entedonomphale zakavyka ingår i släktet Entedonomphale och familjen finglanssteklar. Inga underarter finns listade i Catalogue of Life.